# Кыстык-Кугда
Кыстык-Кугда (якут. Кыстык-Кугда) — село в Бологурском наслеге Чурапчинского улуса Якутии.

## Население
| 2002 | 2010 | 2021 |
| ---- | ---- | ---- |
| 17   | ↘1   | ↗12  |

## Ссылка
- sakha.gov.ru — официальный сайт информационного портала Республики Саха (Якутия)